# Asma Belli
Pour les articles homonymes, voir Belli.
Asma Belli (arabe : أسماء بللي), née le 22 mai 1989, est une joueuse tunisienne de pétanque. 

## Palmarès seniors

### Championnats du monde
Championne du monde
- Doublette mixte 2017 (avec Majdi Hammami) :  équipe de Tunisie[1],[2]

Troisième
- Triplette 2021 (avec Mouna Béji, Ahlem Sassi et Ahlem Hadji Hassen) :  équipe de Tunisie

### Championnats d'Afrique
Championne d'Afrique
- Triplette 2019 (avec Mouna Béji, Ahlem Sassi et Ahlem Hadj Hassen) :  équipe de Tunisie[3].
- Triplette 2024 (avec Mouna Béji, Ameni Letaief et Ahlem Hadj Hassen) :  équipe de Tunisie[4]

### Jeux méditerranéens
Vainqueur
- Doublette 2018 (avec Mouna Béji) :  équipe de Tunisie
- Doublette 2022 (avec Mouna Béji) :  équipe de Tunisie